# Acronicta destrigata
Acronicta destrigata là một loài bướm đêm trong họ Noctuidae.